# Línea 505 (Almirante Brown)
La línea 505 es una línea de colectivos del Partido de Almirante Brown. Su recorrido inicia desde Estación Solano hacia distintos barrios del partido, siendo prestado el servicio por la Empresa de Transportes del Sur S.R.L. Cuenta con SUBE.
Hasta el 1 de junio de 2017, el servicio era prestado por la empresa Gral. Tomás Guido S.A.C.I.F.

## Recorridos
- 'Ramal “3” Ex Estación Solano' – Estación Burzaco = desde El Cóndor y Humberto Primo, por El Cóndor - Falucho - Provincia de Misiones - Vasco Núñez de Balboa - Av. San Martín - 20 de Septiembre - Bernardino Rivadavia - Rafael Calzada - Presidente Juan Domingo Perón - Julián Seguro de Agüero - Juan B. Azopardo Av. Rep Argentina - Humberto Primo hasta Estación Burzaco.

- 'Ramal “4” Ex Estación Solano' –  Estación Adrogué = desde el Cóndor y Humberto Primo por Av Juan Domingo Peron - Anémona - Domingo Salaberry - Monte Coman - 17 de octubre - Catedral - Remedios de Escalada  San Martin - José Hernández - Jose Paso - Av Eva Peron - Av Lacaze (Ruta Provincial 4) - Garibaldi - Alsina - Marconi - Camilo Cavour - Julian Segundo Agüero - Presidente Juan Domingo Peron - Altamira - Bernadino Rivadavia - Estación Rafael Calzada - Altamira - Av San Martín - Jose Murature Venacio Flores - Buchard - 25 de mayo - Rosales - Julio Arin - Bynon - Melide - Mitre hasta Begnino Macias Estación Adrogué.

- 'Ramal “5” Ex Estación Solano' – Estación Burzaco = desde El Cóndor y Humberto Primo por el Cóndor - Falucho - San Luis - R. Collet - Salaberry - Monte Coman - Estación Claypole - R. Bravo - Rep. de La India - R. Collet - San Luis - Falucho - Leroux - Av San Martín - 20 de septiembre - Bernardino Rivadavia - Estación Rafael Calzada- Altamira - Av San Martín - Erezcano - Falucho - Av Tomas Espora (Ruta Provincial 210) - Humberto Primo hasta Estación Burzaco.